# شارع أبوفيان

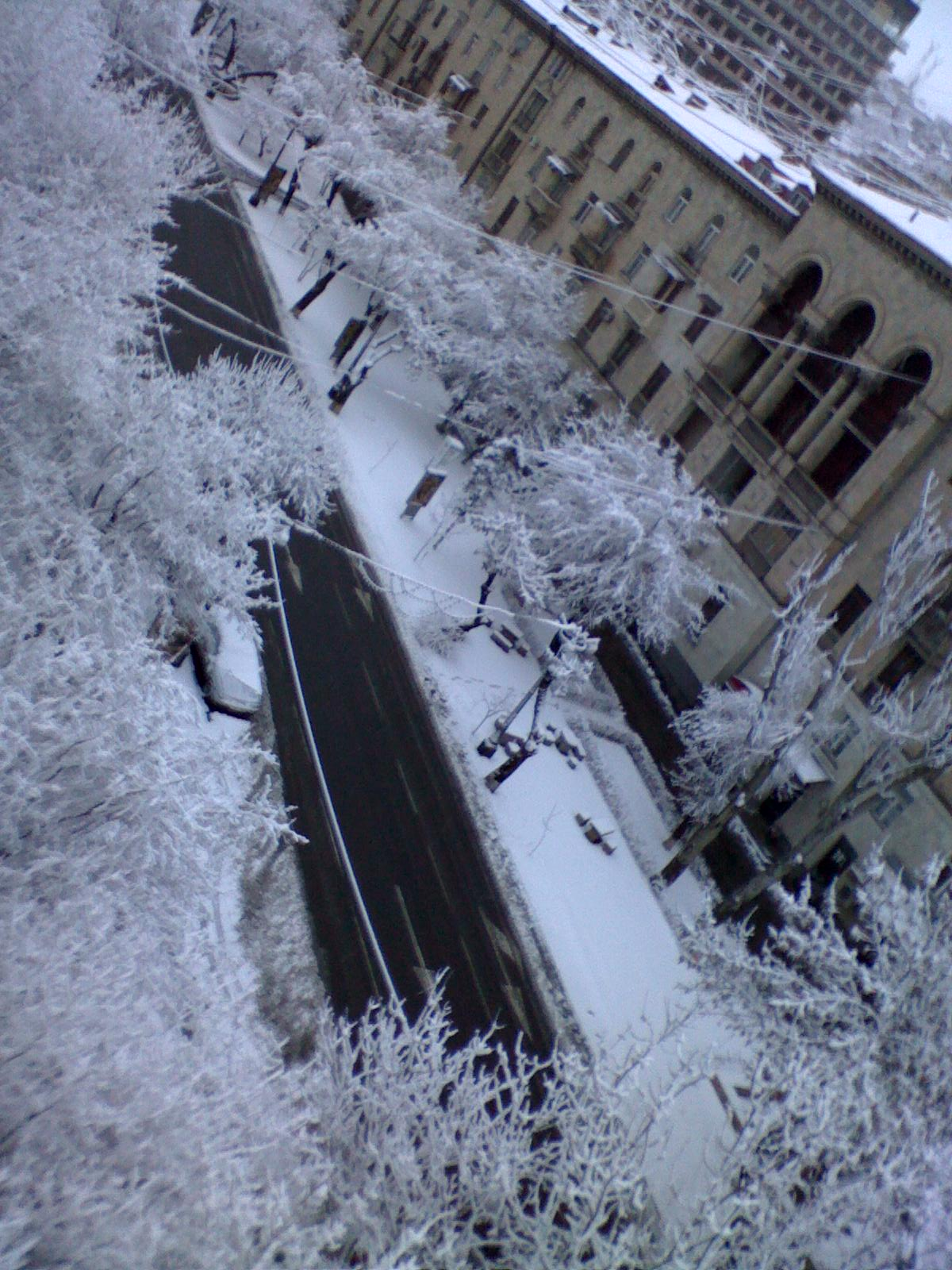
شارع أبوفيان في فصل الشتاء

شارع أبوفيان (الأرمنية: Աբովյան Փողոց)، هو شارع في منطقة كنتير المركزية في العاصمة الأرمينية يريفان. كان يعرف باسم شارع أستافيان بين 1868 و 1920.
يمتد الشارع من ساحة الجمهورية المركزية إلى تمثال الكاتب الأرميني البارز خاشاتور أبوفيان (1809-1848)، الذي سمي الشارع باسمه. شارع أبوفيان هو أول شارع مخطط للعاصمة الأرمينية.
يقع شارع أبوفيان في وسط مدينة يريفان، وهو موطن رئيسي للمؤسسات الثقافية والتعليمية والمباني السكنية الفاخرة ومحلات النخبة التجارية والمكاتب التجارية والمقاهي والفنادق والمطاعم والنوادي الليلية.

## التاريخ
في عام 1855، أكد نائب الحاكم الروسي للقوقاز تخطيط شوارع يريفان. كان متوسط عرض الشوارع من 6 إلى 20 مترا. كان من المخطط أن يبلغ عرض شارع أستافايان 20 مترًا. كان أستافيان أول شارع في يريفان تم بناؤه وفقًا لخطة معينة. تم افتتاحه في عام 1863 واسمه أستافيان بعد ميخائيل أستافييف، حاكم محافظة إريفان من 1860 إلى 1862.
كان يسمى الشارع رسميًا أستافيفسكيا (بالروسية: Астафьевская улица)، ولكن سكان يريفان أطلقوا عليه طريقهم - تغيير لاحقة «-يفسكيا» إلى «-يان». كان هذا هو السبب الرئيسي الذي كان يعرف باسم أستافيان (الأرمينية: Աստաֆյան փողոց)، وليس أستافيفسكيا.
في عام 1904، بدأ بناء نظام عربة الترام في شارع أبوفيان واكتمل في عام 1906. ولم يكن يعمل إلا لمدة 12 عامًا حتى عام 1918. وتمر أول ترام في يريفان في شارع أبوفيان في عام 1933. 

## المباني البارزة
- قاعة أرنو باباجانيان للحفلات الموسيقية،
- فندق غراند يريفان،
- فندق الكسندر، مجموعة فخمة،
- مركزإيبيس يريفان،
- اتحاد الفنانين لأرمينيا،
- سينما موسكو،
- مسرح ستانيسلافسكي الروسي في يريفان،
- كنائس كاتوهايك وسرب آنا،
- جامعة يريفان الطبية الحكومية،

## محلات
يعد شارع أبوفيان موطناً لعدد من ماركات الأزياء الفاخرة التي تشمل: كوب كوبين، إيتام، مانجو، ميكس، موتيفي، نوغات لندن، أوكادي، أولسن، برومود وسينيكوانوني.

## معرض

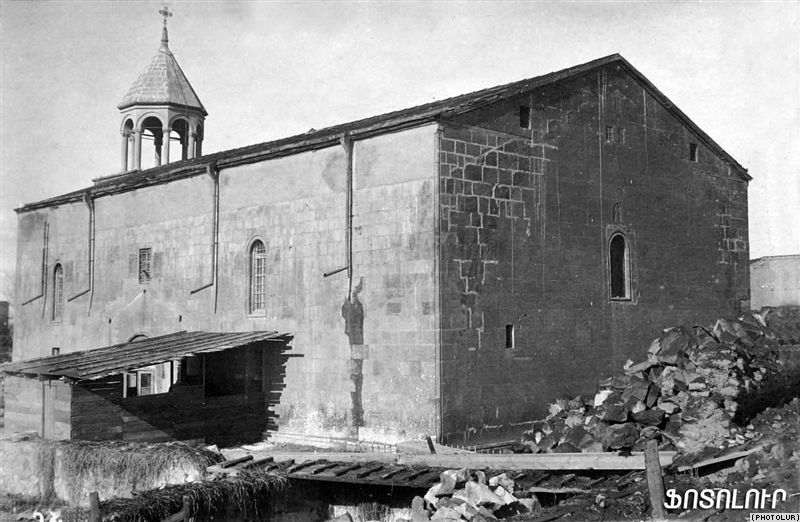
وقف القديس بولس وبيتر الكنيسة في الشارع حتى عام 1933 عندما تم تدميره
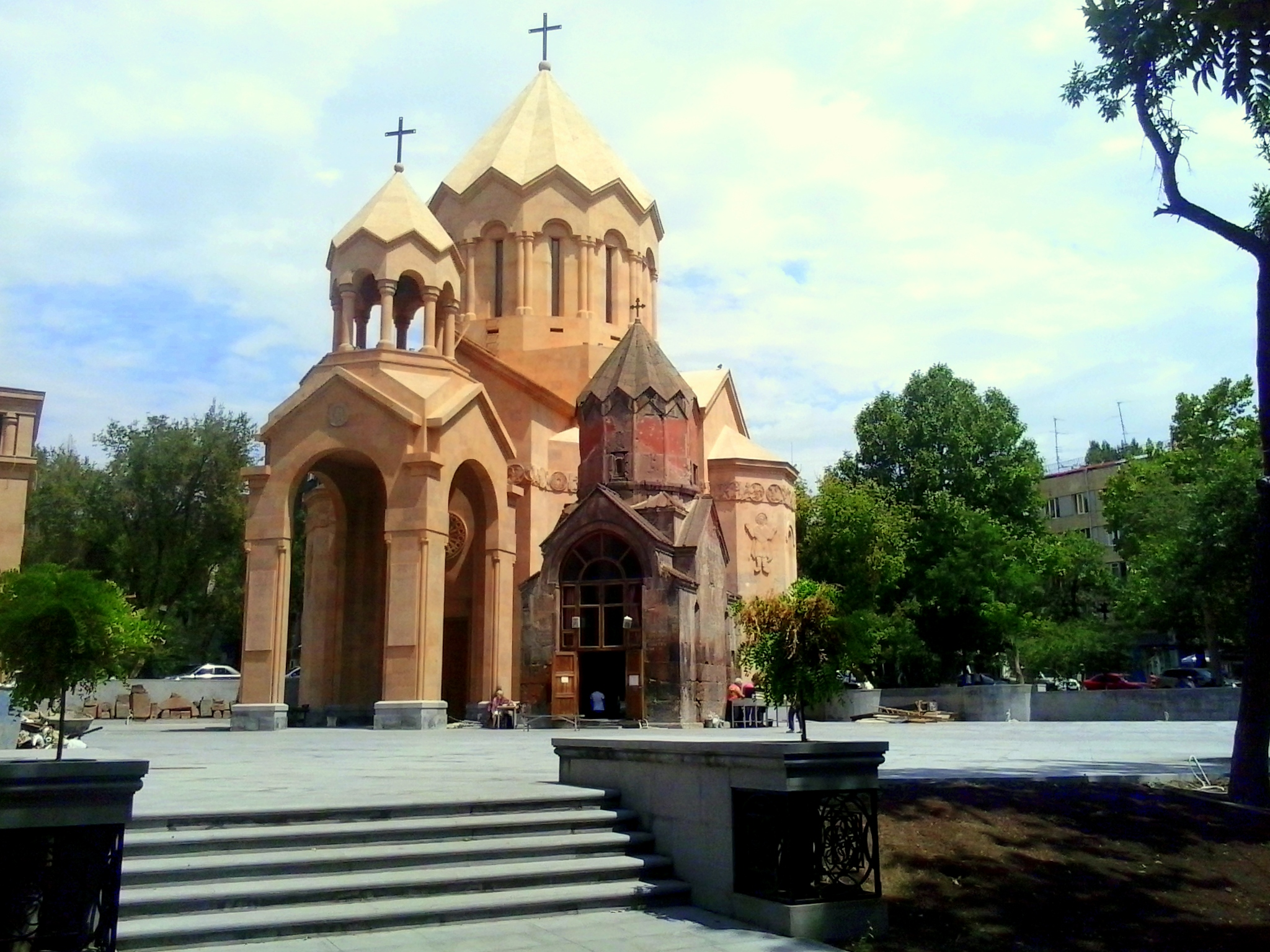
كنائس كاتوهايك وسرب آنا  [لغات أخرى]‏
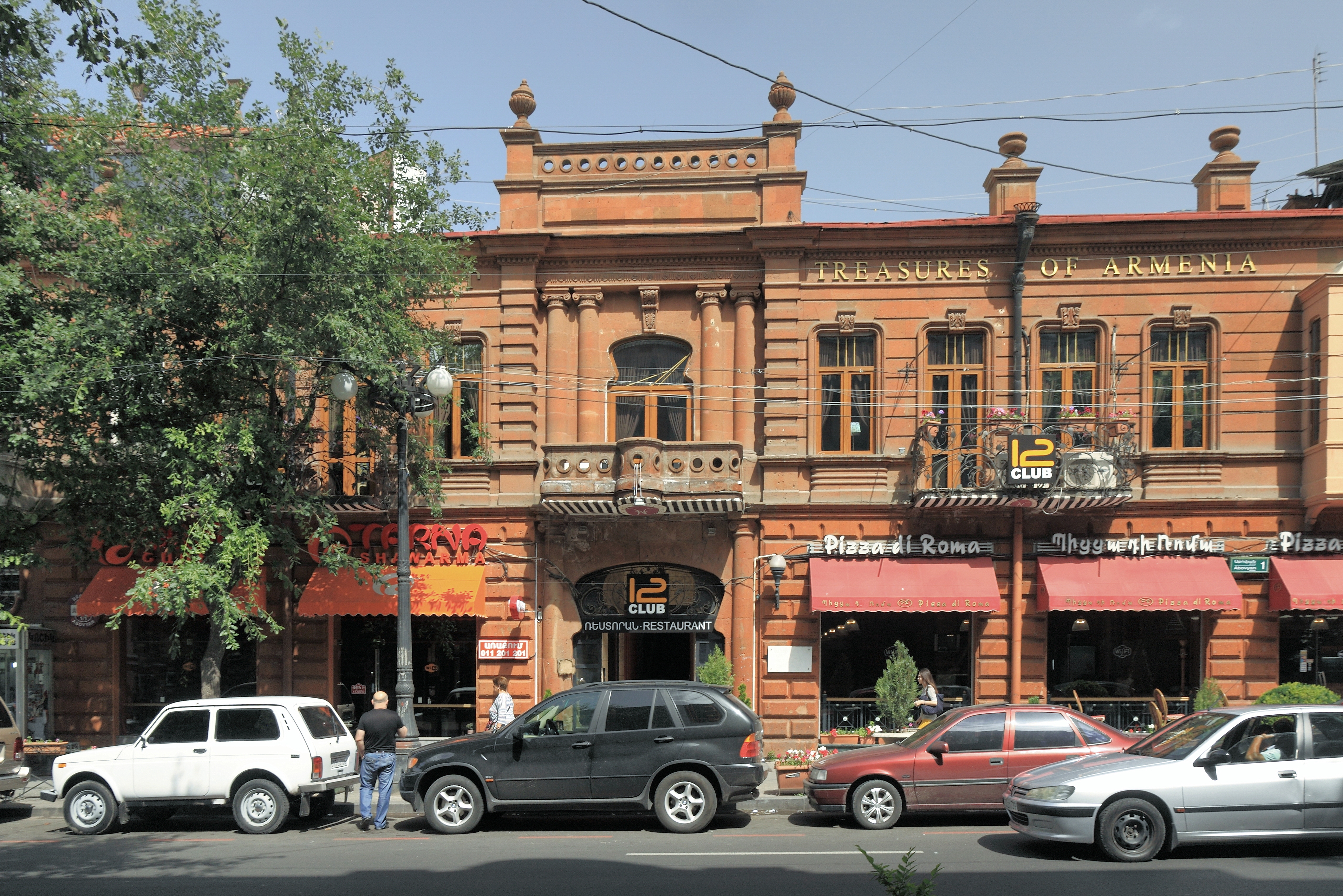
مبنى من القرن 19 في شارع أبوفيان
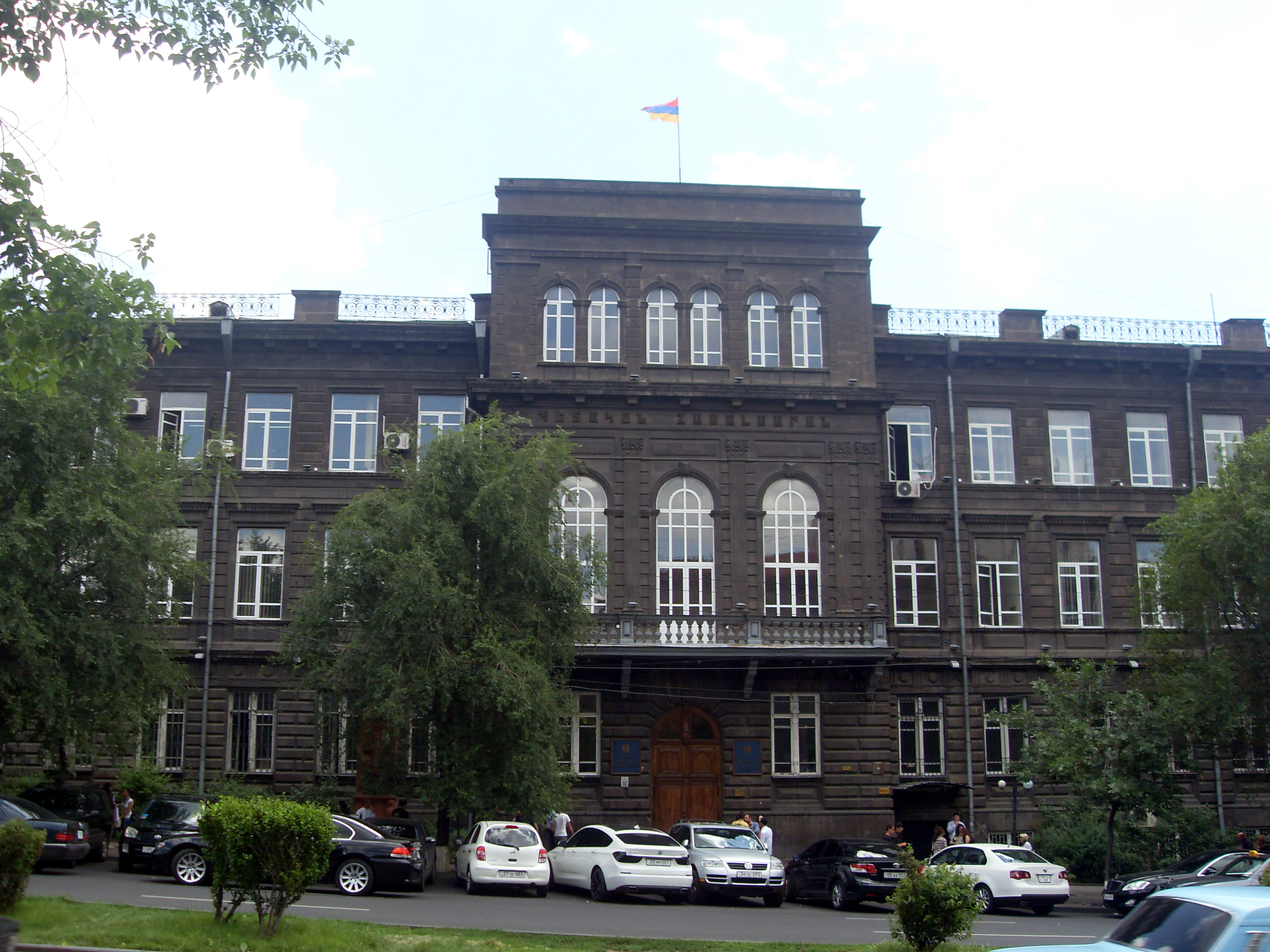
مبنى من القرن التاسع عشر YSU على 52 Abovyan ، موطن كلية اللاهوت ، كلية التاريخ وكلية الاقتصاد والإدارة
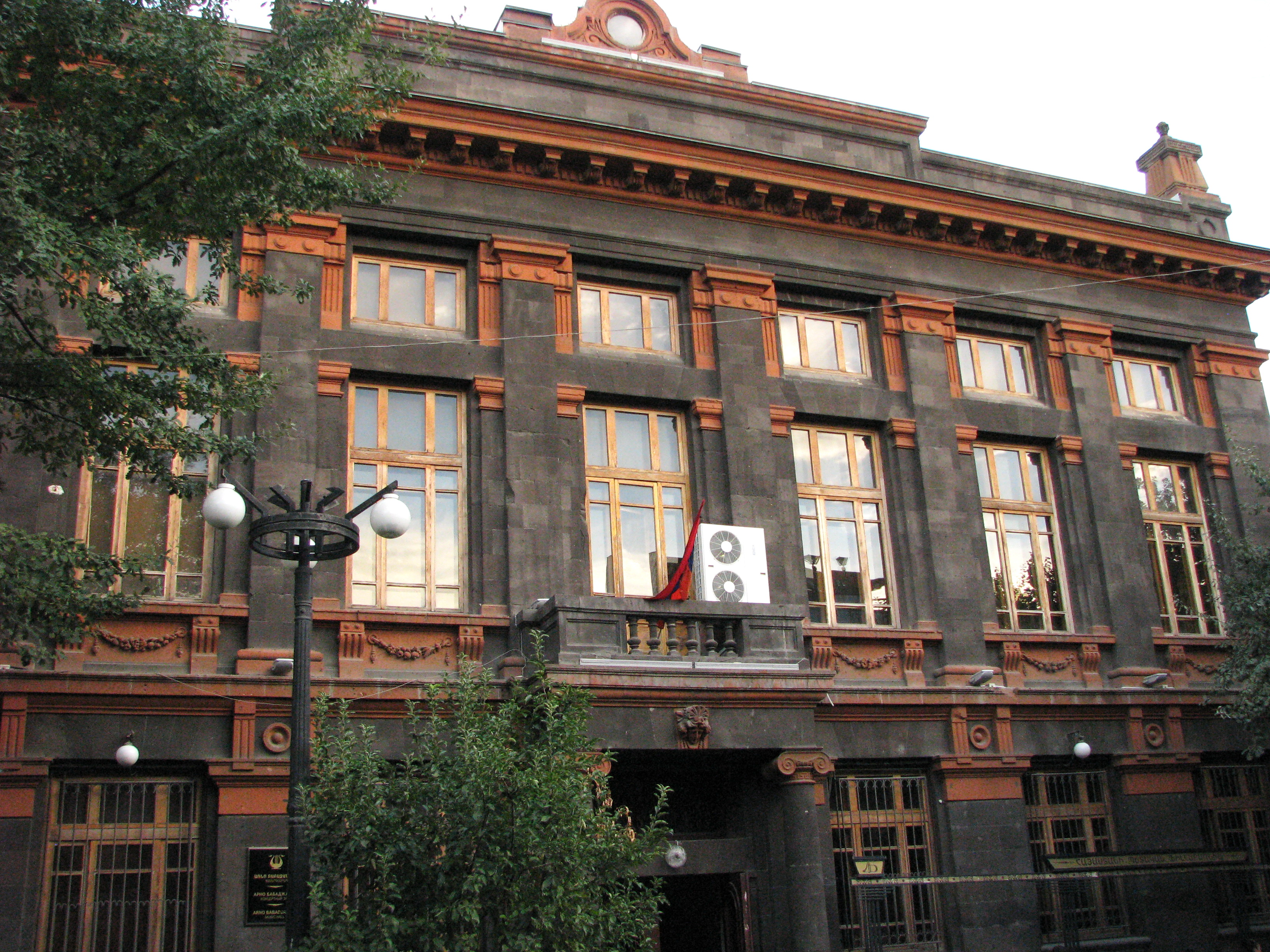
قاعة حفلات أرنو باباجانيان في شارع أبوفيان